# Центр адміністративного управління Стратегічними ядерними силами
Центр адміністративного управління військами стратегічних ядерних сил (скор. ЦАУВ СЯС або «Центр») — виконавчий  орган Міністерства  оборони України відповідальний за створення організаційно-нормативної бази ракетно-ядерного роззброєння України, вирішення юридичних та організаційних питань у галузі отримання Україною іноземної допомоги у зв’язку зі скороченням стратегічних наступальних озброєнь.

## Історія
У 1991 році Україна була ядерною державою, отримавши третій після США та РФ ядерний арсенал, основу якого становили п'ять дивізій 43-ї ракетної армії колишнього СРСР. Стратегічні ядерні сили, дислоковані на території України, мали на озброєнні 130 міжконтинентальних ракет РС-18 на рідкому паливі з шістьма ядерними боєголовками кожна і 46 ракет РС-22 на твердому паливі з десятьма боєголовками кожна.Загалом, Україна мала 176 міжконтинентальних балістичних ракет (МБР) і в межах 2,000—2,500 одиниць тактичної ядерної зброї. Окрім того, на озброєнні Військово-повітряних сил перебувало 44 стратегічні бомбардувальники (25 Ту-95МС і 19 Ту-160), із загальним боєкомплектом 1080 крилатих ракет Х-22 та Х-55 класу «повітря – поверхня» з 412 ядерними боєголовками.
З вересня 1993 року президенти України і Росії домовилися про ліквідацію всієї ядерної зброї, що розташовувалася в Україні, підписавши Масандрівські угоди.
14 січня 1994 року в Москві Б. Єльцин, Б. Клінтон і Л. Кравчук підписали Тристоронню заяву Президентів Росії, США і України, якою підтвердили процес деактивації стратегічних сил на території України.
Для виконання досягнутих домовленостей, при Міністерстві оборони України був створений керуючий орган — Центр адміністративного управління військами стратегічних ядерних сил. Який був відповідальним за управління різними військовими частинами та державними організаціями що займалися зберіганням, демонтажем, транспортуванням та утилізацією ядерної зброї та її компонентів.

## Керівники
- Сердюк Олександр Йосипович — начальник Центру[6]